# Dorothea Friederike von Brandenburg-Ansbach

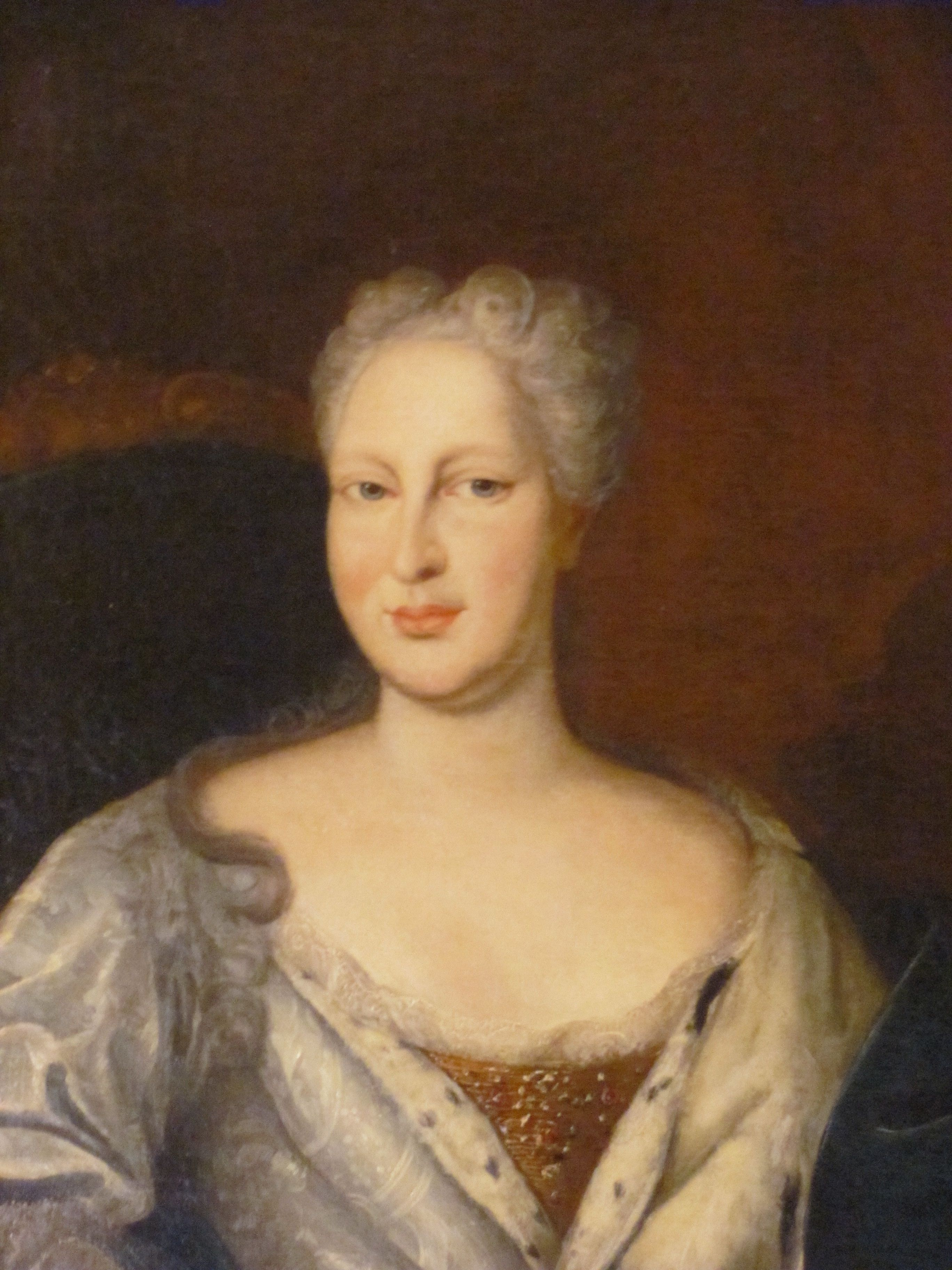
Dorothea Friederike von Brandenburg-Ansbach, verheiratete Gräfin von Hanau

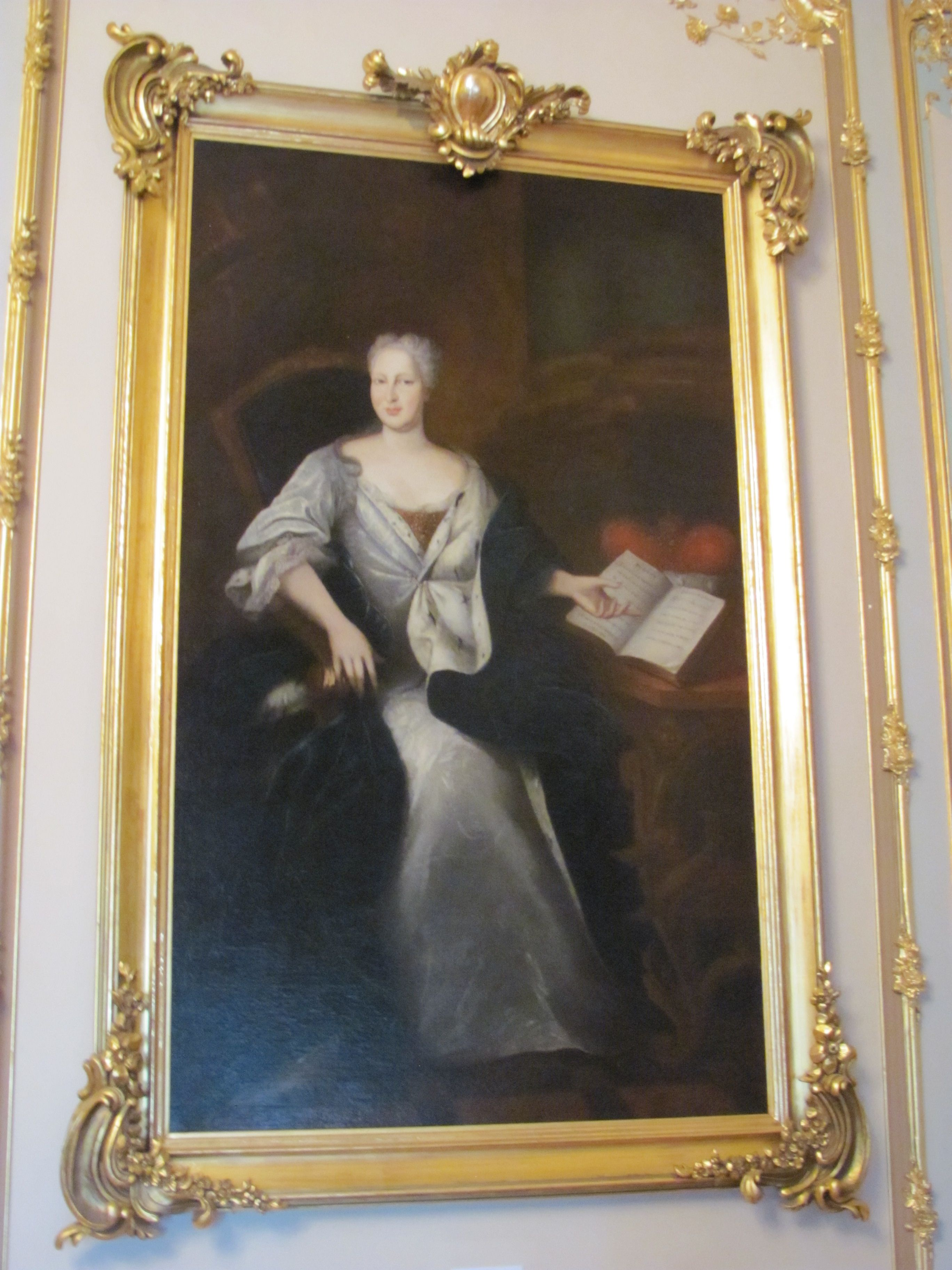

Dorothea Friederike von Brandenburg-Ansbach (* 12. August 1676 in Ansbach; † 13. März 1731 in Hanau) war die Tochter von Markgraf Johann Friedrich von Brandenburg-Ansbach (* 1654; † 1686) und seiner ersten Gemahlin, Johanna Elisabeth von Baden Durlach. Dorothea Friederike war damit gleichzeitig Halbschwester von Königin Caroline von Großbritannien, der Gemahlin von König Georg II.
Am 20./30. August 1699 heiratete Dorothea Friederike den Grafen Johann Reinhard III. von Hanau und wurde so die letzte Gräfin von Hanau. Aus der Ehe ging eine Tochter hervor: Charlotte Christine Magdalene Johanna (* 1700; † 1726). Sie war die einzige und alleinige Erbin der Grafschaft Hanau und heiratete am 5. April 1717 Erbprinz Ludwig (VIII.) von Hessen-Darmstadt (* 1691; † 1768).
Nach ihrem Tod am 13. März 1731 wurde Dorothea Friederike am 17. oder 25. März 1731 in der Familiengruft der Hanauer Grafen in der Lutherischen Kirche (heute: Alte Johanneskirche) in Hanau bestattet. Der hessisch-darmstädtische Hofkapellmeister Christoph Graupner schuf zu diesem Anlass die drei Trauermusiken GWV 75/31a-c. Die Gruft wurde in den Bombenangriffen des Zweiten Weltkriegs weitestgehend zerstört.

## Einzelnachweise

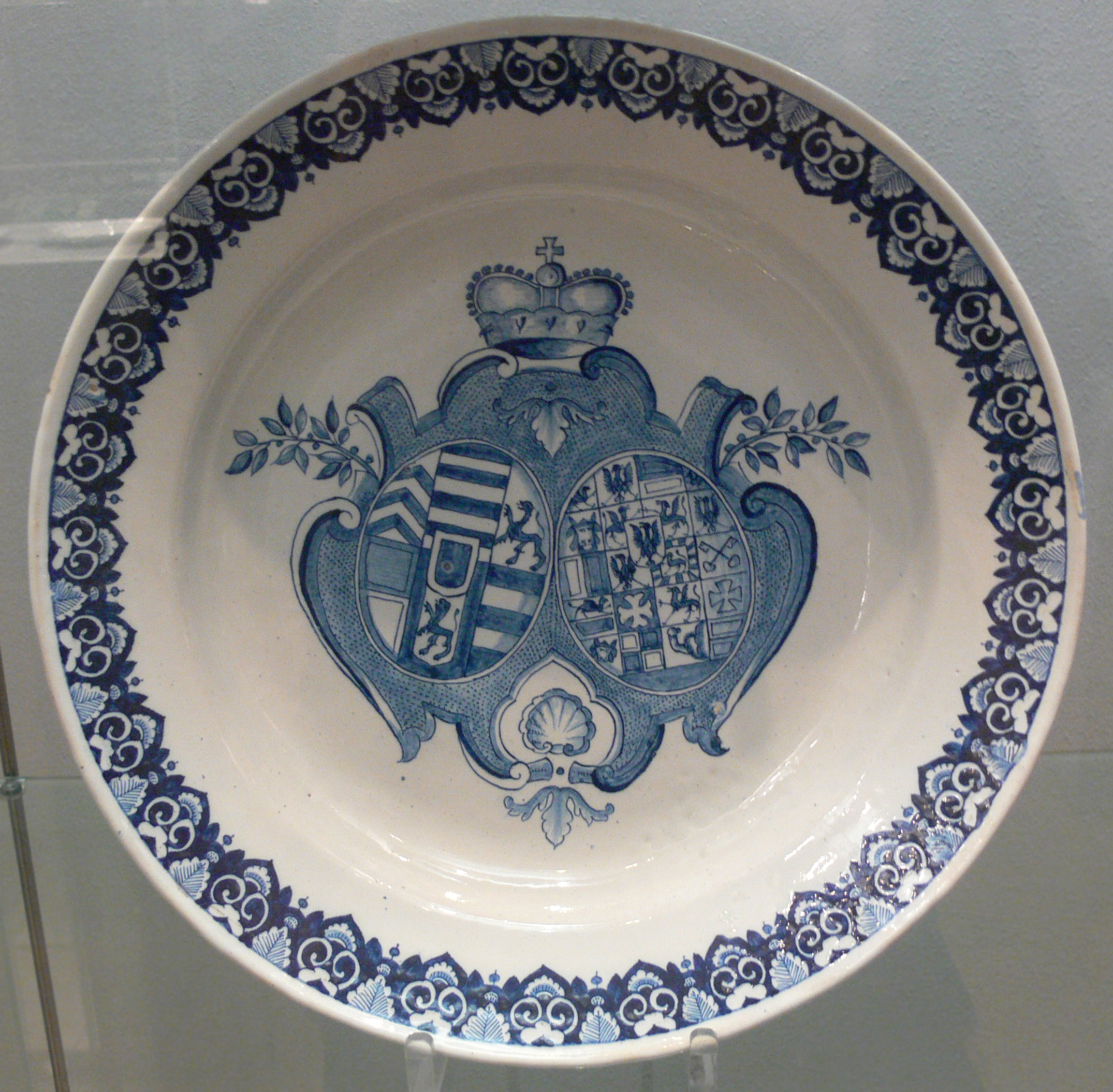
Allianzwappen von Johann Reinhard III. von Hanau und Dorothea Frederike von Brandenburg-Ansbach; Ansbacher Fayence, wohl 1724 anlässlich der Silberhochzeit gefertigt.